# Aedes formosus
Aedes formosus är en tvåvingeart som först beskrevs av Walker 1848.  Aedes formosus ingår i släktet Aedes och familjen stickmyggor.
Artens utbredningsområde är Sierra Leone. Inga underarter finns listade i Catalogue of Life.